# Гостішовце
Гостішовце (словац. Hostišovce, угор. Gesztes) — село, громада в окрузі Рімавска Собота, Банськобистрицький край, Словаччина. Кадастрова площа громади — 10,42 км². Населення — 251 особа (за оцінкою на 31 грудня 2017 р.).
Знаходиться за ~17 км на північний схід від адмінцентру округу міста Рімавська Собота.

## Історія
Перша згадка 1333 року як Geztus. Історичні назви: Gesthes (1368), Hostissowce (1773) — угор. Gesztes.
Село знищене турками в 1582 році. 1828-го має 107 будинків і 870 мешканців.
JRD (об'єднаний фермерський кооператив) засновано 1951 року.

## Географія
Громада розташована на східній частині Словацьких Рудних гір. Висота над рівнем моря в центрі села 267 м, територією громади від 240 до 455 м.

## Транспорт
Автошлях 2754 (Cesty III. triedy) Будіковани (III/2753) — Гостішовце.

## Населення
| Рік:            | 1994. | 2004.    | 2014.   | 2024.    |
| --------------- | ----- | -------- | ------- | -------- |
| Кількість осіб: | 179   | 200      | 253     | 223      |
| Різниця:        |       | +11,73 % | +26,5 % | -11,85 % |

| Рік:            | 2023. | 2024.   |
| --------------- | ----- | ------- |
| Кількість осіб: | 225   | 223     |
| Різниця:        |       | -0,88 % |

## Пам'ятки
- Євангелістський костел 1793 року, інтер'єр Рококо.
- Дзвіниця XIX століття, класицизм.